# Wenzel von Wurm
Wenzel Wurm, od roku 1917 svobodný pán von Wurm (27. února 1859, Praha – 21. března 1921, Vídeň) byl rakousko-uherský generál. Do armády vstoupil po studiích v roce 1879, jako nižší důstojník působil mimo jiné u generálního štábu nebo na c. k. ministerstvu války. Sloužil také u různých posádek v monarchii, mimo jiné několik let v Plzni. Na počátku první světové války v hodnosti polního zbrojmistra operoval v Srbsku a poté v Itálii. V armádě dosáhl v roce 1917 hodnosti generálplukovníka a téhož roku byl povýšen na barona.

## Život

### Vzdělání a kariéra před válkou

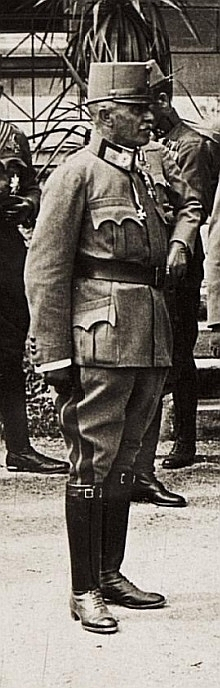
Wenzel von Wurm při přebírání Řádu Marie Terezie na zámku Wartholz (1917)

Narodil se v Karlíně (dnes Praha) jako syn důstojníka, po střední škole vstoupil Wurm v roce 1875 na inženýrské oddělení Technické vojenské akademie ve Vídni, kterou absolvoval s vyznamenáním. Po promoci byl 24. dubna 1879 přidělen jako poručík k 1. ženijnímu pluku. Poté v letech 1883 až 1885 navštěvoval válečnou školu ve Vídni, než byl převelen do generálního štábu jako poručík. Během své služby u 58. a 24. pěší brigády v Liberci a Tarnówě byl povýšen na kapitána generálního štábu (1888). Dne 1. listopadu 1894 byl Wurm povýšen na majora a po krátké době služby u 75. pěšího pluku se stal náčelníkem štábu 14. pěší divize v Prešpurku. V březnu 1895 byl přeložen k 5. oddělení ministerstva války, kde sloužil dva roky. Podplukovníkem se stal 1. května 1897 a nyní již ve službě u 76. pěšího pluku. V roce 1900 se vrátil do Prešpurku jako náčelník štábu V. sboru a 1. listopadu téhož roku byl povýšen do hodnosti plukovníka. Spolu s povýšením na generálmajora 1. listopadu 1906 mu bylo svěřeno velení 37. pěší brigády v Plzni. V únoru 1910 se stal velitelem 19. pěší divize v Plzni, následovalo povýšení na polního podmaršála 1. listopadu. V této funkci setrval až do února 1914, kdy převzal velení XVI. sboru v Dubrovníku.

### První světová válka
Když začala první světová válka, byl Wurm 1. srpna 1914 (7. listopadu 1914) povýšen na polního zbrojmistra a dostal velení XVI. sboru, který byl součástí 6. armády na srbském dějišti války. Při první ofenzivě v srpnu 1914 jeho jednotky pochodovaly přes Sanjak k Uvacu, v září pak po generálním ústupu znovu překročil Drinu a dobyl strategicky velmi důležité postavení u Jagodny, kterou držel proti silným srbským protiútokům. V listopadu byla zahájena nová ofenzíva proti Srbsku na široké frontě, kdy Wurmův sbor dobyl město Valjevo. Navzdory špatné zásobovací situaci (kvůli špatnému počasí a nedostatku použitelných cest) pro rakousko-uherské vojsko byl Wurm jediným vyšším velitelem, který volal po dalších útocích. Po vyvedení srbských záloh na frontu se však celá ofenzíva zhroutila, což vedlo ke krvavému a ukvapenému ústupu. V důsledku této porážky se generál Potiorek vzdal svého velení. Wurm sám v těchto bojích získal pověst nelítostného velitele vůči svým jednotkám.
Když Itálie 23. května 1915 vyhlásila Rakousko-Uhersku válku, Wurmův XVI. sbor v Syrmii dostal za úkol co nejrychleji zastavit italské síly. Své jednotky rozmístil západně od Gorice podél řeky Isonzo. To bylo základem pro následující čtyři úspěšné obranné bitvy císařské a královské armády a vyneslo polnímu zbrojmistrovi řadu vyznamenání a ocenění, včetně titulu c. k. tajného rady s nárokem na oslovení Excelence.
V létě 1917 převzal velení 4. armády na Volyni, 10. srpna 1917 byl povýšen na generálplukovníka. Za zásluhy v Itálii mu byl nakonec udělen rytířský kříž prestižního Řádu Marie Terezie. Na základě řádových stanov byl poté povýšen do stavu svobodných pánů.
Již 23. srpna 1917 dostal Wurm nový úkol tím, že byl nasazen jako velitel 1. Isonzské armády na italské frontě. Po úspěšném průlomu u Flitsch - Tolmein jeho jednotky překročily Isonzo a dosáhly dolní Piavy. Nakonec se v červnu 1918 Wurm se svými jednotkami zúčastnil poslední velké rakousko-uherské ofenzívy proti Itálii (bitva u Vittorio Veneta).
Po zániku monarchie byl k datu 1. prosince 1918 penzionován a v roce 1921 zemřel ve Vídni. Jeho čestný hrob je na vídeňském ústředním hřbitově (brána 2, skupina 48B, řada 3, č. 16).

## Ocenění

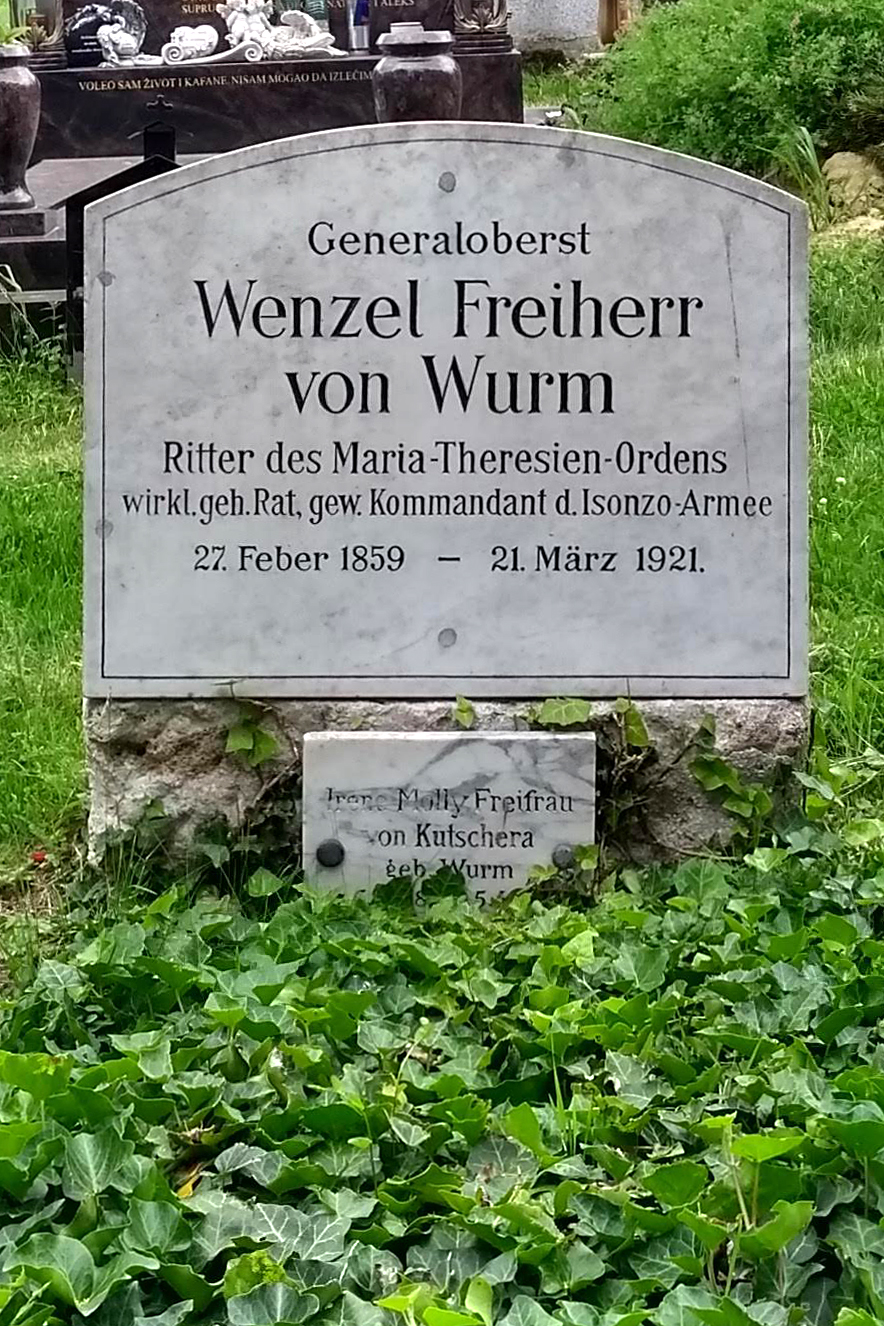
Hrob Wenzela Wurma na Vídeňském ústředním hřbitově

- Vojenský záslužný kříž v prosinci 1898
- Řád železné koruny III. třídy dne 24. března 1904
- Rytířský kříž Leopoldova řádu 24. září 1912
- Velkokříž Řádu železné koruny s válečnou dekorací dne 15. října 1914
- Řád Leopolda I. třídy s válečnou dekorací a meči 29. června 1915
- Bronzová Vojenská záslužná medaile, známá také jako Signum Laudis, s válečným vyznamenáním a meči 2. března 1916
- Velkokříž Řádu Leopolda s válečnou dekorací a meči dne 2. června 1917
- Rytířský kříž Vojenského řádu Marie Terezie dne 17. srpna 1917
- Vojenský záslužný kříž 1. třídy s válečnou dekorací a meči 5. listopadu 1917
- Železný kříž (1914) 2. a 1. třídy v roce 1918
- Osmanský řád Osmanje I. třídy s válečnou dekorací v roce 1918
- Osmanská válečná medaile Železný půlměsíc v roce 1918

## Rodina
Dne 1. května 1886 se oženil s Irene Mezner z Prahy, se kterou měl dvě dcery. Jedna z nich však zemřela ještě jako kojenec. Když Irene v roce 1895 zemřela, vzal si Marii Natiesku jako svou druhou ženu, která mu porodila ještě jednu dceru.